# 日本文学館大賞
日本文学館大賞（にほんぶんがくかんたいしょう）は日本文学館初代社長、米本守の建言により創立された文芸賞。従来から日本文学館および、関連団体に設立されていた文学賞を2007年から統合した日本文学館最高位の賞である。募集は毎月10日ごとに行われ、日本文学館審査委員会にて月1回の予備審査があり、各部門とも月ごとに月間優秀賞若干名を決定。最終〆切後、総月間優秀賞の作品から各部門賞を決定。そのうち1点を大賞に評定。
短編賞部門には超短編小説大賞、五行歌部門には草壁焔太の賞が存在。
大賞受賞者には正賞として賞牌、副賞として50万円が授与される。